# Le Grillon parlant
Le Grillon parlant (en italien : Il Grillo Parlante) est un personnage fictif qui apparaît dans le livre italien de 1883 Les Aventures de Pinocchio (Le avventure di Pinocchio) de Carlo Collodi,,.

## Personnage

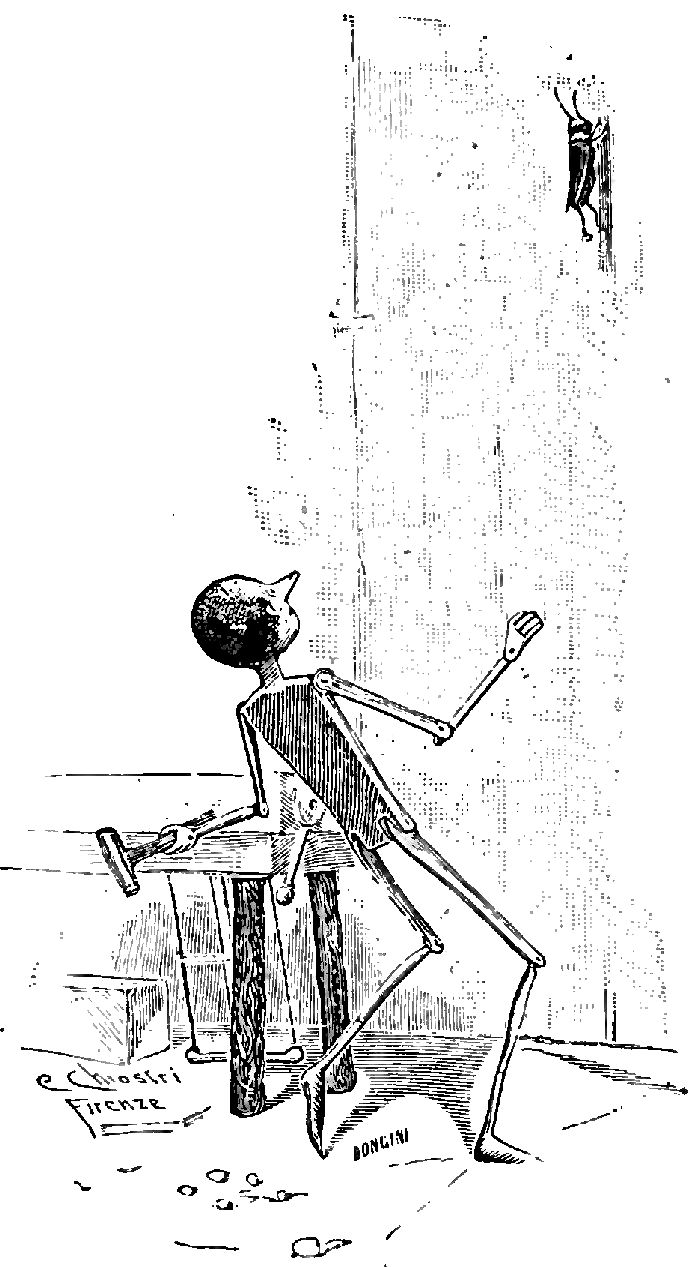
Tu es une marionnette et le pire c'est que tu as une tête de bois.

Le Grillon parlant, qui vit dans la maison de Geppetto depuis plus d'un siècle, fait sa première apparition au chapitre IV, après que les méfaits de Pinocchio ont fait atterrir son créateur Geppetto en prison, et insiste sur le fait que Pinocchio doit soit aller à l'école, soit travailler pour vivre correctement dans le monde. Lorsque Pinocchio refuse d'écouter, le Grillon déclare : « Tu es une marionnette et le pire, c'est que tu as une tête de bois », sur quoi Pinocchio jette un maillet sur le Grillon et le tue.
Au chapitre XIII, le Grillon parlant apparaît comme un fantôme à Pinocchio, lui disant de rentrer chez lui plutôt que de prendre rendez-vous avec le Renard et le Chat ( Il Gatto e la Volpe). Pinocchio refuse et au chapitre XIV, il est  blessé.
Le Grillon parlant réapparaît au chapitre XVI, où lui et ses collègues, le Corbeau et le Hibou, soignent les blessures de Pinocchio.
Le Grillon parlant fait sa dernière apparition au chapitre XXXVI, vivant dans une maison que lui a donné la « fée aux cheveux turquoise », où il permet à Pinocchio et à Geppetto malade de rester pendant qu'il se rétablit.

## Représentations médiatiques

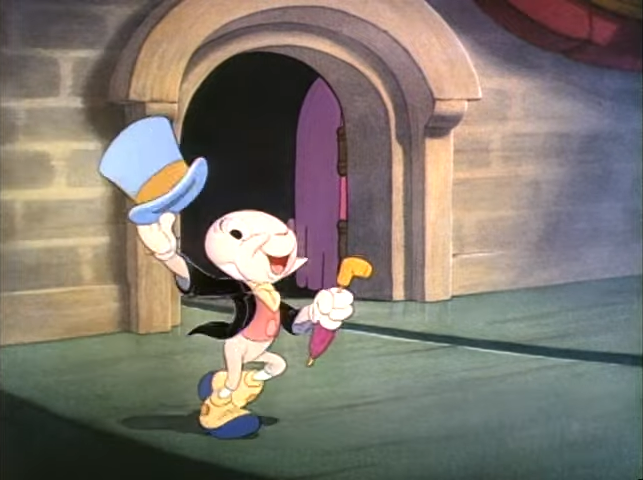
Jiminy Cricket dans Pinocchio de Walt Disney (1940).

- Dans le film Pinocchio de Disney de 1940, le Grillon parlant est renommé Jiminy Cricket (voix de Cliff Edwards) et est dépeint de manière différente, car il devient le compagnon et le conseiller inséparable de Pinocchio, sous les instructions de la « fée aux cheveux turquoise » (rebaptisée la « fée bleue »)[4],[5]. Sa relation avec Pinocchio est  moins conflictuelle que dans le livre puisqu'il accompagne Pinocchio dans ses aventures. Jiminy Cricket est également apparu en tant qu'hôte dans  Coquin de printemps, ainsi que dans plusieurs séries télévisées pour enfants The Mickey Mouse Club et dans Le Noël de Mickey.
- Jiminy Cricket apparaît aussi dans Tous en boîte et Kingdom Hearts exprimé par Eddie Carroll. Après la mort d'Eddie Carrol, Phil Snyder et Joe Ochman ont repris le sujet.
- Dans le film d'animation de Giuliano Cenci de 1972, Les Aventures de Pinocchio, le Grillon parlant (exprimé par Lauro Gazzolo ), bien qu'anthropomorphisé, diffère peu du personnage du roman et se fait tuer après que Pinocchio a jeté un maillet sur lui, comme dans le roman original. La seule différence de caractérisation est qu'il ne réapparaît pas dans la « maison de la fée » en tant que médecin.
- Dans le film d'action  de Steve Barron en 1996 Les Aventures de Pinocchio, le Grillon parlant est un personnage de CGI nommé Pépé (exprimé par David Doyle en 1997) et est également décrit comme Jiminy Cricket. C'est un personnage optimiste qui conseille Pinocchio contre  Volpe et Felinet  ainsi que le principal antagoniste Lorenzini et accompagne  Pinocchio dans ses aventures, exprimé par Wallace Shawn. Il réapparaît dans la suite du film de 1999 Pinocchio et Gepetto, cette fois exprimé par Warwick Davis.
- Dans l' épisode  Pinocchio  de Et ils eurent beaucoup d'enfants, le Grillon parlant est un termite nommé Woody (exprimé par Chris Rock).
- Dans le film d'action Pinocchio de Roberto Benigni de 2002, le Grillon parlant a également fait une apparition et est joué par Peppe Barra (it). Le Grillon est similaire à  Jiminy Cricket  et (comme lui) est un compagnon de Pinocchio.
- Le Grillon parlant  apparaît dans Once Upon a Time, joué par Raphael Sbarge. Son alter-ego humain est un conseiller psychiatrique local et un conseiller juridique à temps partiel, le Dr Archie Hopper.
- Le Grillon parlant apparaît dans la mini-série italo-britannique Pinocchio, un cœur de bois de 2008, interprétée par une femme, Luciana Littizzetto.
- Le Grillon parlant apparaît dans le film Pinocchio de 2012, exprimé par Carlo Valli (it).
- Dans le film italien Pinocchio (2019) de Matteo Garrone, le Grillon parlant est interprété par l'acteur de « petite taille » Davide Marotta (it).
- Dans le film Netflix Pinocchio en stop motion de 2022 qui a été produit, écrit et réalisé par Guillermo del Toro, le Grillon parlant s'appelle Sebastian J. Cricket, exprimé par Ewan McGregor.
- En 2022, le film d'animation Le Chat potté 2 : La Dernière Quête: Le Dernier Vœu met en scène le cricket parlant ; corrompu par le principal antagoniste du film, Little Jack Horner, il s'en éloigne pour rejoindre Le Chat potté et sa bande.